# Matthiola tianschanica
Matthiola tianschanica är en korsblommig växtart som beskrevs av Sarkisova. Matthiola tianschanica ingår i släktet lövkojor, och familjen korsblommiga växter. Inga underarter finns listade i Catalogue of Life.